# النجد (يهر)

تعديل مصدري - تعديل

النجد هي إحدى قرى عزلة يهر بمديرية يهر التابعة لمحافظة لحج، بلغ تعداد سكانها 205 نسمة حسب تعداد اليمن لعام 2004.